# Markt 14 (Coburg)

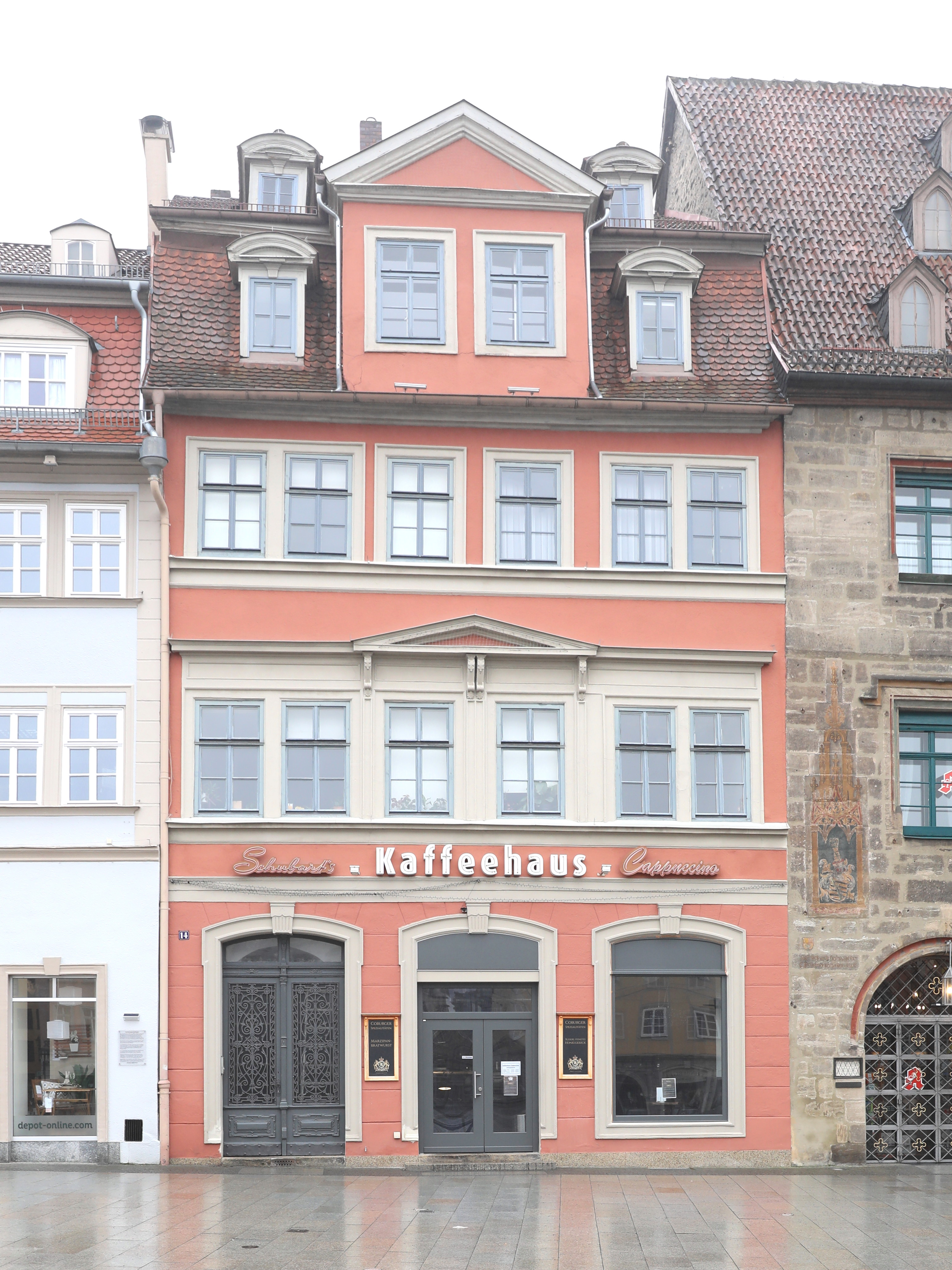
Wohn- und Geschäftshaus Markt 14 in Coburg

Das Wohn- und Geschäftshaus Markt 14 steht am Marktplatz der oberfränkischen Stadt Coburg. Das denkmalgeschützte, dreigeschossige Mansarddachhaus wurde im 18. oder 19. Jahrhundert errichtet.

## Geschichte
Ein Haus auf dem Grundstück wurde 1417 erstmals erwähnt und 1695 als altes Haus mit vier Stockwerken, vier Stuben, zwei Gewölben, einen Keller und einem Stall beschrieben. Das heutige Anwesen entstand aus der Vereinigung von drei Häusern. Das Vorderhaus wird auf das 18. oder 19. Jahrhundert datiert, die beiden Rückgebäude mit ihren Innenhöfen auf das 17. oder 18. Jahrhundert. Rund 300 Jahre lang befand sich bis 1860 in dem Haus der Gasthof Zum Weißen Ross. Die Fassadendetails des Vorderhauses sind von Baumaßnahmen des späteren 19. Jahrhunderts bestimmt. Anfang des 20. Jahrhunderts veranlasste der Chirurg und Bandagist Ernst Jacob den Einbau von Werkstätten in den Innenhöfen. Seit dem Jahre 2003 befindet sich im Erdgeschoss ein Café.

## Architektur
Das dreigeschossige Vorderhaus ist traufständig zum Markt. Es hat ein Mansarddach mit einem Zwerchhaus. Die Fassade zum Markt ist im hohen Erdgeschosse massiv ausgebildet und weist dort stichbogige Öffnungen für zwei Türen und ein Schaufenster auf. Die beiden Obergeschosse besitzen verputzte Fachwerkkonstruktion und eine dichte Reihe von jeweils sechs Fensterachsen, mit durchgehenden Brüstungsprofilen zu Bändern gestaltet. Das erste Obergeschoss schmückt ein Dreiecksgiebel auf Konsolen über den beiden mittleren Fenstern. Aus dem 18. Jahrhundert stammen neben dem hohen, zweiachsigen Zwerchhaus mit seinem flachen Giebel noch die vier seitliche Gauben mit ihren segmentbogigen Giebeln und geohrten Fensterrahmungen.
Das erste Hinterhaus ist ein dreigeschossiges Satteldachgebäude in Fachwerkkonstruktion über einem massiven Erdgeschoss. Es steht nach einem Innenhof parallel zum Vorderhaus und ist durch zwei seitlich angeordnete dreigeschossige Laubengänge mit dem Vorderhaus verbunden. Die Laubengänge sind geschlossen und pultdachgedeckt. Die westliche Hausfassade ist vierachsig ausgeführt und die Flächen im zweiten Obergeschoss sowie im Zwerchhaus zeigen freigelegtes Fachwerk. Über der rundbogigen Hauseingangstür ist das Relief eines springenden Pferdes angebracht, das ursprünglich beim Gasthof „Weißes Ross“ an der Marktfassade hang.
Den anschließenden hinteren Innenhof bilden das zweite verputzte Hinterhaus, wiederum ein dreigeschossiges Satteldachhaus mit einem Zwerchhaus. Mit dem zweigeschossigen Laubengang an der Südseite als Verbindung zum mittleren Haus hat es einen winkelförmigen Grundriss.